# لويز البوربونية
لويز دي بوربون (بالفرنسية: Louise de Bourbon) هي أرستقراطية فرنسية، ولدت في 2 فبراير 1603 في باريس في فرنسا، وتوفيت بنفس المكان في 9 سبتمبر 1637.